# ورکجا
ورکجا (به لاتین: Varkja) یک روستا در استونی است که در دهستان کیهلکونا واقع شده‌است.